# Phyllis Kandie
Phyllis Jepkosgei Kipkingor Kandie, cũng Phyllis Jepkosgei Kandie, nhưng thường Phyllis Kandie (sinh c. 1965) là một Kenya người được đề cử của Tổng thống Uhuru Kenyatta như Đại sứ Bỉ, Luxembourg và Liên minh châu Âu ngày 27 tháng 1 năm 2018. Trước đây bà từng là Thư ký Nội các về các vấn đề và Lao động Đông Phi, ngay trước khi nhận nhiệm vụ hiện tại.

## Gia cảnh và giáo dục
Phyllis Kandie được sinh ra ở Eldama Ravine, Quận Baringo, năm 1965. Bà có bằng Cử nhân Thương mại, chuyên ngành Kinh tế là chuyên ngành, lấy từ Đại học Saint Mary, ở Halifax, Nova Scotia ở Canada. Sau đó, bà thực hiện nghiên cứu sau đại học tại Đại học Middlesex và Đại học Durham, Vương quốc Anh, tốt nghiệp bằng Thạc sĩ Quản trị Kinh doanh (MBA).

## Sự nghiệp trước chính trị
Phyllis Kandie từng là Giám đốc dịch vụ tư vấn đầu tư tại Ngân hàng Đầu tư Chuẩn, trước khi được bổ nhiệm vào nội các. Bà cũng từng là người điều tiết trong các thị trường vốn, năng lượng và nông nghiệp. Bà cũng từng là cố vấn cho Ngân hàng Thế giới và Liên minh Châu Âu, liên quan đến lĩnh vực SME.

## Sự nghiệp là thư ký nội các
Phyllis Kandie từng là Thư ký Nội các về các vấn đề và Lao động Đông Phi từ ngày 25 tháng 4 năm 2013 đến ngày 27 tháng 1 năm 2018.

## Nghề ngoại giao
Khi Phyllis Kandie, bị loại khỏi nội các vào tháng 1 năm 2018, bà được bổ nhiệm làm đại sứ của Kenya tại Bỉ, Luxembourg và Liên minh châu Âu.

## Gia đình
Phyllis Kandie kết hôn với Đại sứ Julius Kandie, một nhà ngoại giao Kenya và cựu Tổng chưởng lý. Bà là mẹ của hai đứa con trai, Lawrence và Simon.

## Những ý kiến khác
bà phục vụ trong các ban giám đốc phục vụ, bao gồm cả hội đồng quản trị của Cơ quan doanh thu Kenya. Bà là thành viên của Viện giám đốc Kenya và Liên minh khu vực tư nhân Kenya (KEPSA), và của Hiệp hội các ngân hàng đầu tư và ngân hàng đầu tư.